# Cinturão Verde Alemão

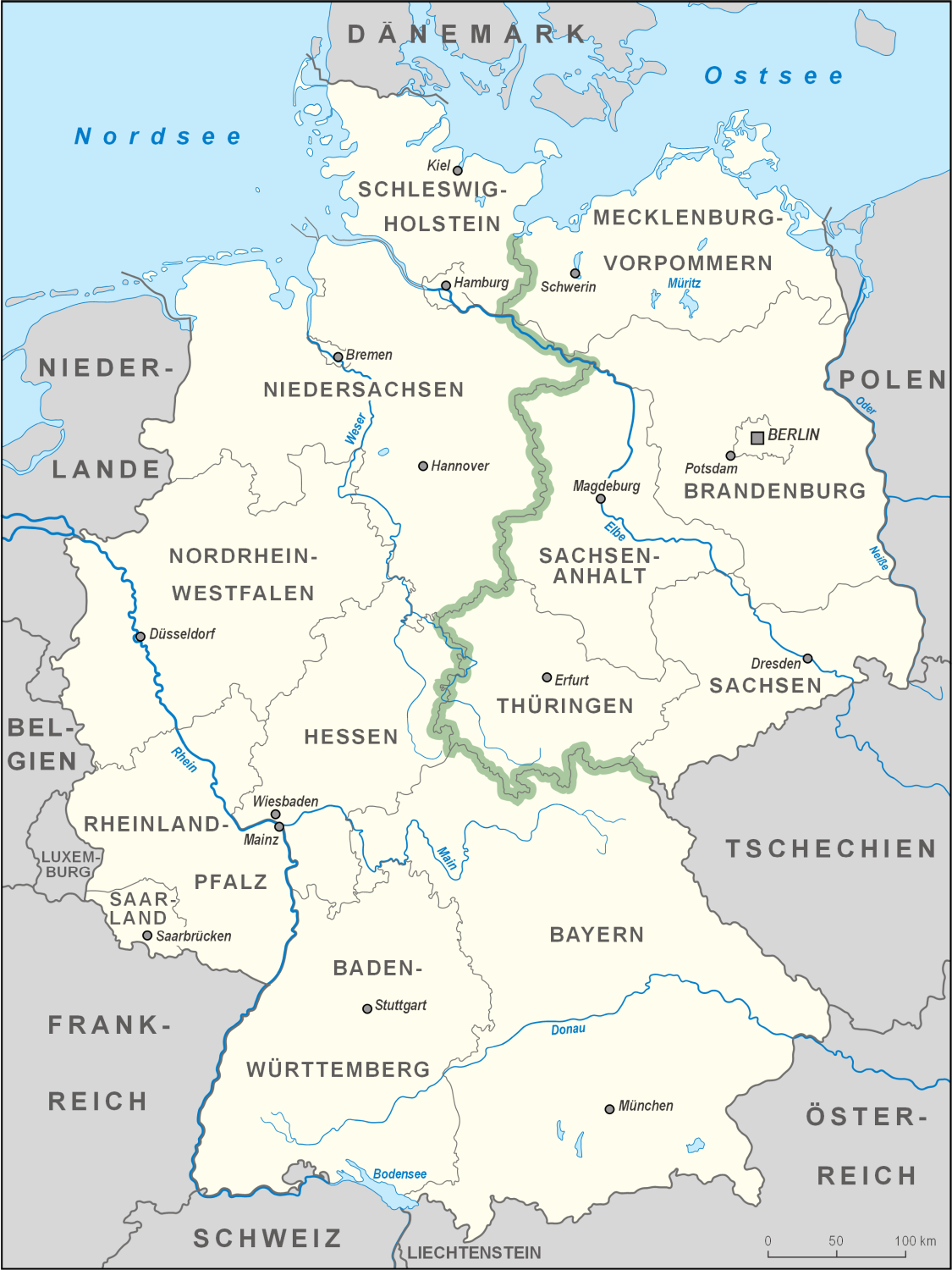
O Cinturão Verde consiste no território ao longo da antiga fronteira interna alemã.

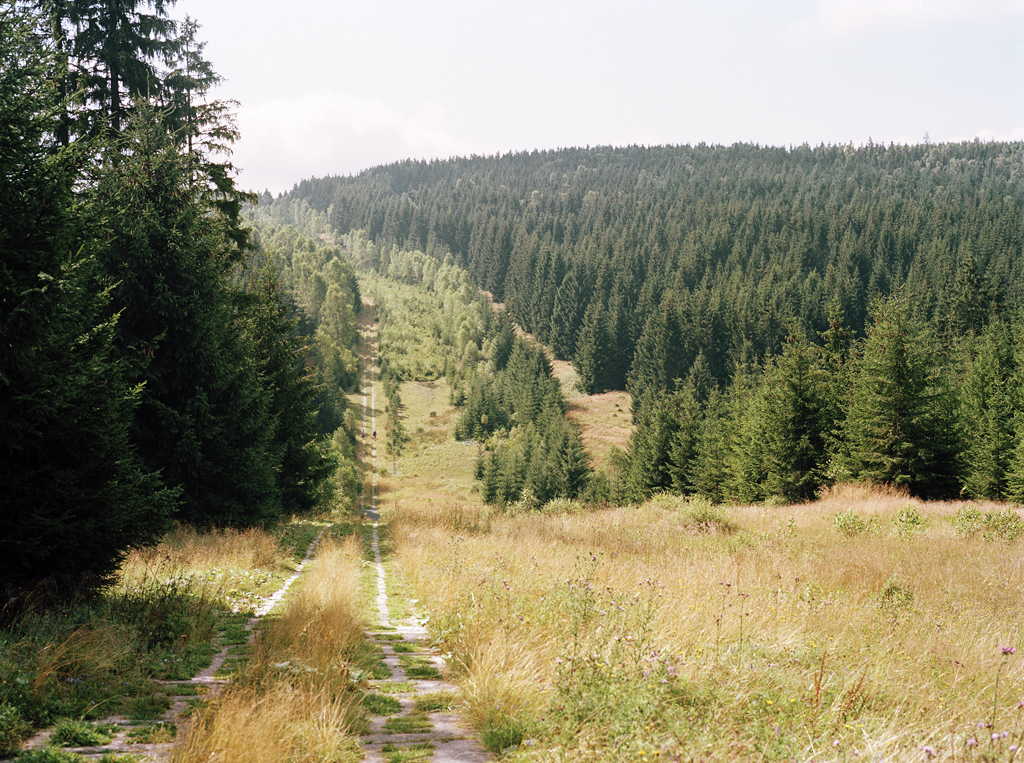
Parte do Cinturão Verde, perto de Sorge.

O Cinturão Verde Alemão (Grünes Band Deutschland) é um projecto da associação Bund Naturschutz, um dos maiores grupos ambientalistas alemães. O projecto foi iniciado em 1989.
No território ocupado pela antiga fronteira interna alemã, há uma faixa de terra de aproximadamente 1400 km de comprimento (com uma área superior a 100 km²) que permaneceu quase intocada desde a construção do Muro de Berlim. O governo da RDA mantinha faixas de proteção entre a vedação e a linha de fronteira, de modo a prender ou mesmo disparar sobre quem tentasse passar a vedação. 
A faixa estende-se entre Travemünde, na costa do Mar Báltico, até à fronteira com a República Checa, perto de Hof, na Baviera. Várias espécies de animais e plantas em perigo podem ser encontradas na zona. Um inquérito confirmou a posição excecional da faixa verdes como uma cadeia de habitats particularmente valiosa.